# Linn Ullmannová
Linn Ullmannová (* 9. srpen 1966, Oslo, Norsko) je norská spisovatelka a novinářka, dcera Liv Ullmannové a Ingmara Bergmana.

## Biografie
V raných letech se občas objevovala ve filmech své matky a obsadila významnou roli v Bergmanově filmu Kouzelná flétna. Namísto herectví se však dala na studium literatury na New York University; roku 1988 odpromovala a týž rok navázala doktorandským studiem. V roce 1992 se natrvalo vrátila do Norska, kde pracuje pro noviny Dagbladet jako kulturní publicistka.

## Literární dílo
- 1998 Než usneš (Før du sovner), román
- 2000 Když jsem u tebe (Når jeg er hos deg), román
- 2002 Milost (Nåde), román
- 2005 Požehnané dítě (Et velsignet barn), román